# Yekaterina Poistógova
Yekaterina Ivánovna Poistógova (en ruso: Екатери́на Ива́новна Поисто́гова; 1 de marzo de 1991) es una atleta rusa de mediofondo, especializada en los 800 metros. Su mayor logró fue ganar la medalla de bronce en esa distancia en los Juegos Olímpicos de Londres de 2012. En 2015 la Agencia Mundial Antidopaje solicitó su suspensión de por vida por dopaje.

## Trayectoria

### Júnior
Desde 2007 comenzó a competir a nivel internacional en categoría júnior, tanto en 800 metros como en 1500 metros. En 2009 ganó el campeonato júnior de Rusia en ambas distancias con una marca de 2:02,21 y 4:18,82 respectivamente. Ese mismo año consiguió una medalla de bronce en el europeo júnior en los 800 metros con un tiempo de 2:04,59. Al año siguiente llegó a la final del campeonato mundial, terminando en el último lugar con 2:05.56 a tres segundos de la medalla de bronce de la ugandesa Annet Negesa.

### Absoluta
En 2012 comenzó a competir en categoría absoluta y antes de los Juegos Olímpicos logró una mejor marca de 1:58.15 que le valió para ganar el campeonato absoluto de Rusia.
En los Juegos Olímpicos tuvo una gran actuación logrando la medalla de bronce en los 800 metros y mejorando su marca personal. En las series marcó el sexto mejor tiempo con 2:01,08. En las semifinales su actuación fue más discreta y logró el pase a la fina por puestos, ya que su tiempo, 1:59,45 solo fue el décimo. Con su pase a la final se confirmó el dominio ruso de la prueba al situar a sus tres participantes - Poistogova, Mariya Savinova y Elena Arzhakova - en la lucha por las medallas. En la final siempre estuvo entre las cuatro primeras pero no pudo seguir el ataque desde atrás que realizó Savinova y que la llevaría hacia el oro. A falta de 100 metros iba tercera cuando le pasó Caster Semenya y solo logró la medalla de bronce adelantando casi en la línea a Pamela Jelimo que había encabezado la prueba hasta la última curva. Finalmente Poistogova marcó un tiempo de 1:57,53, solo seis centésimas por encima de Jelimo y convirtiéndose en su mejor marca personal.
En la temporada de 2013 logró la victoria en los Bislett Games de Oslo, prueba puntuable en la liga de diamante, con una marca de 1:59,39. Aunque consiguió mejorar esa marca en el mundial de Moscú no ganó ninguna medalla y solo pudo ser quinta con 1:58.05 a quince centésimas del bronce de Brenda Martínez. En 2014 volvió a quedar a las puertas de la medalla en la final del campeonato europeo, pese a que llegaba a la prueba como mejor marca europea del año. En esta ocasión quedó a solo seis centésimas de la polaca Joanna Jóźwik con 1:59,69 aunque lejos de las dos primeras, Maryna Arzamasova y Lynsey Sharp que dominaron la final desde el principio.
En noviembre de 2015 la Agencia Mundial Antidopaje recomendó su suspensión de por vida en el marco de la investigación por dopajes masivos de atletas rusos.

## Resultados
| Año  | Competición        | Lugar   | Posición | Distancia | Tiempo  |
| ---- | ------------------ | ------- | -------- | --------- | ------- |
| 2012 | Juegos Olímpicos   | Londres | 3º       | 800 m     | 1:57,53 |
| 2013 | Campeonato Mundial | Moscú   | 5º       | 800 m     | 1:57,80 |
| 2014 | Campeonato Europeo | Zúrich  | 4º       | 800 m     | 1:59,69 |

## Mejores marcas
| Fecha                | Distancia | Lugar                | Marca   |
| -------------------- | --------- | -------------------- | ------- |
| 29 de mayo de 2014   | 400 m     | Sochi, Rusia         | 52,96   |
| 11 de agosto de 2012 | 800 m     | Londres, Reino Unido | 1:57,53 |
| 17 de junio de 2012  | 1500 m    | Jukovski, Rusia      | 4:00,11 |